# Jules de Calvière
Pour les articles homonymes, voir Calvière.
Emmanuel Jules Nicolas de Calvière, est un militaire et homme politique français, né le 25 décembre 1762 à Saint-Gilles (Gard) et mort le 30 juillet 1849 dans la même ville.

## Biographie
Il sert dans l'armée de Condé sous la Révolution et reste étranger à la politique jusqu'à la Restauration.
En mars 1815, colonel d'infanterie, il fait partie de l'armée que le duc d'Angoulême commande dans le Midi, et, après Waterloo, excite le soulèvement des paysans des environs de Beaucaire et de Nîmes contre Bonaparte. Il prend le titre de préfet provisoire de Nîmes, et ne put ou ne voulut pas arrêter les excès de la réaction populaire qui ensanglantèrent à ce moment cette ville. 
Le 2 août 1815, il est nommé sous-préfet de Grenoble, et, le 22 août, il est élu député par le collège de département du Gard. Il siège parmi les plus zélés ou ultras de la Chambre introuvable. Il obtient successivement sa réélection en 1816, 1820, 1822 et 1824.
Il est nommé préfet de Vaucluse le 2 janvier 1823, préfet de l'Isère le 7 avril 1824, préfet des Hautes-Pyrénées le 12 novembre 1828 et enfin préfet du Doubs le 2 avril 1830. 
La révolution de Juillet met fin à sa carrière politique.
Il est décoré de l'ordre de Saint-Louis au commencement de la Restauration.
Il est le père Charles de Calvière.

## Mandats et fonctions
- Préfet du Gard (1815)
- Sous-préfet de l'Arrondissement de Grenoble (1815)
- Député du Gard (1815-1827)
- Préfet de Vaucluse (1823-1824)
- Préfet de l'Isère (1824-1828)
- Préfet des Hautes-Pyrénées (1828-1830)
- Préfet du Doubs (1830)

## Distinction
- Chevalier de l'Ordre de Saint-Louis